# Bristol (Connecticut)
Bristol is een plaats (city) in de Amerikaanse staat Connecticut, en valt bestuurlijk gezien onder Hartford County.

## Demografie
Bij de volkstelling in 2000 werd het aantal inwoners vastgesteld op 60.062.
In 2006 is het aantal inwoners door het United States Census Bureau geschat op 61.161, een stijging van 1099 (1,8%).

## Geografie
Volgens het United States Census Bureau beslaat de plaats een oppervlakte van
69,6 km², waarvan 68,7 km² land en 0,9 km² water. Bristol ligt op ongeveer 84 m boven zeeniveau.

## Plaatsen in de nabije omgeving
De onderstaande figuur toont nabijgelegen 'incorporated' en 'census-designated' plaatsen in een straal van 16 km rond Bristol.

## Geboren
- Gary Burghoff (1943), acteur
- Donovan Clingan (2004), basketballer